# イエス・ファースト・アルバム
『イエス・ファースト・アルバム』（Yes）は、イングランドのプログレッシブ・ロック・バンド、イエスが1969年に発表したデビュー・アルバムである。

## 解説
イエスはイギリスのロック・バンドで初めて、アメリカのR&Bの老舗レコード会社のアトランティック・レーベルと契約を交わした。1969年の7月に発表された本作のライナー・ノートで、『メロディ・メイカー』誌のコラムニストは最も有望な新人バンドとしてレッド・ツェッペリンとイエスを挙げている。このことからも彼等が当時いかに注目されていたかが窺い知れる。
彼等は70年代にプログレッシブ・ロック・バンドの代表格の一つと称されたが、このデビュー・アルバムではサイケデリックなフォーク・ロックといった趣の音楽を披露している。ジョン・アンダーソン、クリス・スクワイア、ピーター・バンクスの厚みのあるコーラス、トニー・ケイのグルーヴ感のあるオルガン、ジャズの影響が顕著なバンクスのギター・ソロなどが印象的である。スクワイアとビル・ブルーフォードのリズム・セクションは既にバンドのトレード・マークとなるほどの個性があり、バンクスのギターはウェス・モンゴメリーからピート・タウンゼントまでを自由に往来するような振幅の広さがある。
全8曲の収録曲のうち、2曲がカバー作品。「アイ・シー・ユー」の原曲はバーズのアルバム『霧の五次元』（1965年）、「エヴリ・リトル・シング」の原曲はビートルズのアルバム『ビートルズ・フォー・セール』（1964年）に収録された。これらの曲には大胆なアレンジによる再構築が施された。
6曲のオリジナル曲の作者にはアンダーソンかスクワイア、もしくは両者が記されている。「ハロルド・ランド」とはジャズ・サックス奏者の名前であり、ブルーフォードのアイデアで曲名になった。「ビヨンド・アンド・ビフォア」「スウィートネス」では、イエスの前身「メイベル・グリアーズ・トイショップ」のギタリストのクライヴ・ベイリーが共作者に記されている。「ビヨンド・アンド・ビフォア」はスクワイアがメイベル・グリアーズ・トイショップに在籍中にベイリーと共作したサイケデリック・ソングである。
アルバム・ジャケットのロゴ案はバンクスによる。アメリカ盤のジャケットにはバンドの集合写真が使われている。
本作は概ね好意的な評価を得た。しかし業界内での期待とは裏腹に大きな話題にはならず、売り上げも華々しいと呼ぶには程遠く、レッド・ツェッペリンのデビュー・アルバムに大きく水をあけられた。

## 収録曲
A面
1. ビヨンド・アンド・ビフォア - "Beyond and Before" (スクワイア、ベイリー)
2. アイ・シー・ユー - "I See You" (マッギン、クロスビー)
バーズのカバー曲。
3. 昨日と今日 - "Yesterday and Today" (アンダーソン)
4. ルッキング・アラウンド - "Looking Around" (アンダーソン、スクワイア)

B面
1. ハロルド・ランド - "Harold Land" (アンダーソン、スクワイア、ブルーフォード)
2. エヴリ・リトル・シング - "Every Little Thing" (レノン、マッカートニー)
ビートルズのカバー曲。
3. スウィートネス - "Sweetness" (アンダーソン、スクワイア、ベイリー)
4. サヴァイヴァル - "Survival" (アンダーソン)

## レコーディング・メンバー
- ジョン・アンダーソン – ボーカル
- クリス・スクワイア – ベース・ギター、ボーカル
- ビル・ブルーフォード – ドラム、パーカッション
- トニー・ケイ – キーボード
- ピーター・バンクス – ギター、ボーカル